# Juli Meunasah Teungoh
Juli Meunasah Teungoh is een bestuurslaag in het regentschap Bireuen van de provincie Atjeh, Indonesië. Juli Meunasah Teungoh telt 793 inwoners (volkstelling 2010).